# Gröttjärnen, Medelpad
Gröttjärnen är en sjö i Ånge kommun i Medelpad och ingår i Ljungans huvudavrinningsområde. Sjön har en area på 0,164 kvadratkilometer och ligger 441,2 meter över havet.

## Delavrinningsområde
Gröttjärnen ingår i det delavrinningsområde (693443-146250) som SMHI kallar för Utloppet av Gröttjärnen. Medelhöjden är 457 meter över havet och ytan är 0,72 kvadratkilometer. Räknas de 2 avrinningsområdena uppströms in blir den ackumulerade arean 1,74 kvadratkilometer. Vattendraget som avvattnar avrinningsområdet har biflödesordning 3, vilket innebär att vattnet flödar genom totalt 3 vattendrag innan det når havet efter 171 kilometer. Avrinningsområdet består mestadels av skog (66 procent). Avrinningsområdet har 0,16 kvadratkilometer vattenytor vilket ger det en sjöprocent på 22,7 procent.